# Équipe Ligier
Die Équipe Ligier, zwischenzeitlich Équipe Talbot Gitanes, war ein französisches Formel-1-Team, das von Guy Ligier gegründet worden war und seine Wurzeln in dem Leicht- und Sportwagenhersteller Automobiles Ligier hatte. Das Team bestritt von 1976 bis 1996 325 Formel-1-Rennen und erzielte neun Siege. In den späten 1970er-Jahren war Ligier einer der erfolgreichsten Rennställe, mit Beginn der Turbo-Ära ließen die Leistungen allerdings nach. Nach einigen Besitzerwechseln übernahm Alain Prost 1996 den Rennstall, um ihn von 1997 bis 2001 unter der Bezeichnung Prost Grand Prix fortzuführen.

## Überblick

### Entstehungsgeschichte

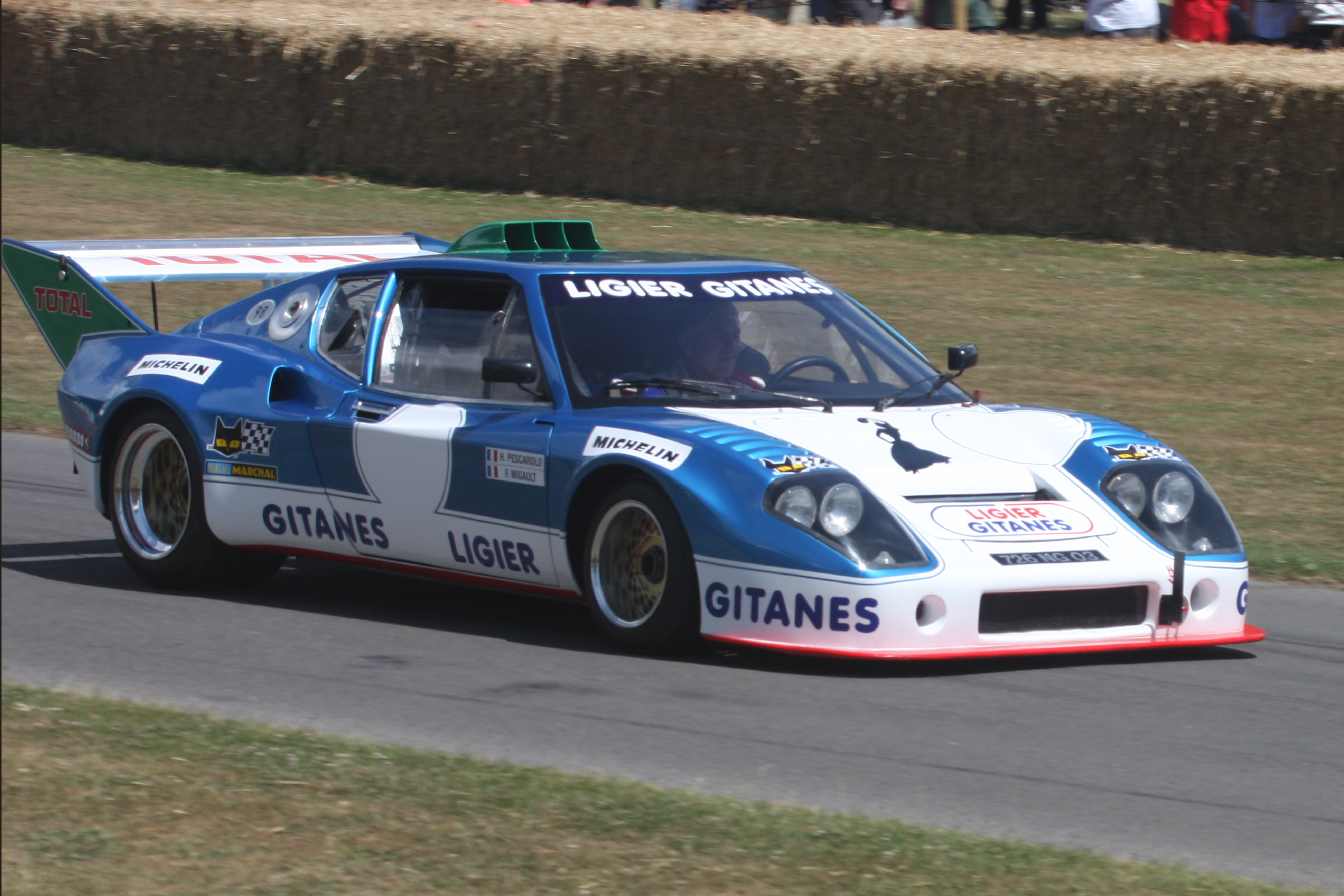
Vorgeschichte: Sportwagenrennen mit dem Ligier JS2

Der 1930 geborene Guy Ligier begann seine Sportlerlaufbahn als Rugbyspieler. Später fuhr er Motorradrennen. 1962 wechselte Guy Ligier, dem Weg seines Vorbilds John Surtees folgend, zum Automobilsport. Ligier nahm an Rallyes und Langstreckenrennen teil und fuhr in der Formel Junior sowie in der Formel 2. 1966 und 1967 schließlich trat er in der Formel 1 an. 1966 nahm er als Privatfahrer mit einem Cooper T81 an fünf Weltmeisterschaftsläufen teil, 1967 mit einem Brabham BT20 an sieben Rennen. Beim Großen Preis von Deutschland wurde Ligier als Sechster gewertet und fuhr einen Weltmeisterschaftspunkt ein. Ab 1968 widmete sich Guy Ligier dem Aufbau des Unternehmens Automobiles Ligier, das 1969 die Produktion von Sportwagen aufnahm. Zu dieser Zeit beendete er seine aktive Karriere im Formel-Sport, nahm aber noch bis 1973 regelmäßig an den 24-Stunden-Rennen von Le Mans teil. Automobiles Ligier begann als gemeinsames Projekt von Guy Ligier und dem französischen Rennfahrer Jo Schlesser. Bevor das Unternehmen seinen Betrieb aufnehmen konnte, starb Schlesser bei einem Unfall beim Großen Preis von Frankreich in Rouen-les-Essarts. Ligier führte das Projekt alleine fort.
Ab 1969 baute Ligier Sportwagen, die teilweise auf Rennsporteinsätze zugeschnitten waren, teilweise aber auch eine Straßenzulassung erhielten. Neben dem Ligier JS2 baute Ligier ab 1972 im Auftrag von Citroën auch das Luxuscoupé SM. Mit dem JS 2 schloss das Ligier-Werksteam das 24-Stunden-Rennen von Le Mans 1975 als Gesamtzweiter ab.

### Gründung des Formel-1-Teams
Das Formel-1-Team der Équipe Ligier wurde im Dezember 1974 gegründet. Grundlage für das Engagement war die Ausrüstung des ehemaligen Formel-1-Teams Matra, die Guy Ligier im Dezember 1974 mit finanzieller Unterstützung des französischen Tabakmonopolisten Société d’Exploitation Industrielle des Tabacs et des Allumettes (SEITA) übernommen hatte. Die Verbindung zwischen Ligier und Matra stellte der französische Rennfahrer Jean-Pierre Beltoise her, der in den vergangenen Jahren für beide Rennställe gefahren war: Mit Ligier hatte er Langstreckenrennen bestritten, mit Matra Formel-1-Rennen. Ligier übernahm neben der Ausrüstung auch das gesamte Personal des Matra-Teams einschließlich der Ingenieure Gérard Ducarouge und Paul Carillo, die unter anderem den erfolgreichen Langstreckenwagen Matra MS670 konzipiert hatten. Ducarouge und Carillo entwickelten im Laufe des Jahres 1975 zusammen mit Michel Baujon den ersten Formel-1-Rennwagen für Ligier, den JS5. Der Wagen wurde 1975 in den Räumlichkeiten von SEITA öffentlich vorgestellt und anschließend von Beltoise auf der Rundstrecke von Paul Ricard getestet.

### Wechselnde Leistungen
Das erste Modell der Équipe Ligier hatte in technischer Hinsicht noch einige Ähnlichkeiten mit früheren Matra-Konstruktionen; Mitte der 1970er-Jahre löste sich das Team allerdings von diesen Vorlagen. Bereits im zweiten Jahr seiner Existenz konnte Ligier einen Großen Preis gewinnen, 1979 war es Dritter und 1980 Zweiter der Konstrukteurswertung. Eine weitere Steigerung gab es nicht. In den restlichen Jahren des Formel-1-Engagements kam das Team nicht über mehrere fünfte Ränge hinaus; in einigen Jahren war es für die Konstrukteurswertung gar nicht klassifiziert. Beobachter waren der Auffassung, dass Ligier in den späten 1970er-Jahren nicht verstanden habe, warum das Team so erfolgreich war; deshalb sei eine kontinuierliche Weiterentwicklung nicht möglich gewesen. Die 1980er Jahre werden in der französischen Motorsportliteratur gelegentlich mit den Worten „Errare Ligierum Est“ umschrieben.

### Sport und Politik
Die Équipe Ligier erreichte seit den 1980er-Jahren nur noch wenige sportliche Erfolge. Guy Ligier verfügte über gute Beziehungen zu französischen Politikern, unter anderem war er ein enger Freund des französischen Staatspräsidenten François Mitterrand und des zeitweisen Ministerpräsidenten Pierre Bérégovoy. Durch diese Kontakte erhielt das Team in vielen Jahren finanzielle Unterstützung von französischen Staatsunternehmen, die als Sponsoren auf den Ligier-Autos warben. Zu ihnen gehörte die staatliche Lotteriegesellschaft Française des Jeux („Loto“) sowie das Tabakmonopol SEITA, dessen Werbung für die Zigarettenmarken Gitanes und Gauloises die gesamte Teamgeschichte begleitete. Die französischen Konkurrenzteams AGS und Larrousse erhielten diese Unterstützung nicht. In einigen Fällen machte Guy Ligier auch seinen Einfluss geltend, um Sponsoren dieser Teams zum Wechsel zu seinem Rennstall zu bewegen. Beobachter führten den Ausschluss des Konkurrenzteams Larrousse aus der Konstrukteurswertung im Jahr 1990 auf ein Eingreifen Guy Ligiers zurück. 1989 wurde berichtet, dass staatliche Stellen auf Ligiers Veranlassung einen Sponsorvertrag des Konkurrenzteams AGS mit dem Mineralölunternehmen Total verhindert hätten.

### Mehrere Wechsel der Eigentümer

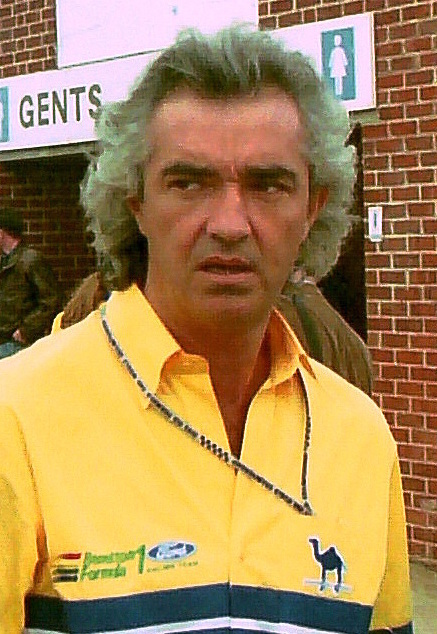
Kurzzeitiger Eigentümer der Équipe Ligier: Flavio Briatore (1994 bis 1995)

In den 1990er-Jahren erlebte die Équipe Ligier eine Reihe von Besitzerwechseln. 1992 verkaufte Guy Ligier den Rennstall für einen Preis von angeblich 200 Millionen Französische Franc an den französischen Industriellen Cyril de Rouvre, der von 1988 bis 1990 Inhaber des AGS-Teams gewesen war. De Rouvre war nur ein Jahr lang für Ligier verantwortlich. Ende 1993 wurde er in einen Rechtsstreit verwickelt, in dessen Folge er für zehn Monate in Untersuchungshaft genommen wurde. Der Rennstall war zum Jahreswechsel 1993/94 ohne verantwortlichen Leiter. Im Frühjahr 1994 übernahm Flavio Briatore das Ligier-Team, das zu dieser Zeit mit Renault-Motoren fuhr, die als die leistungsstärksten Triebwerke der Formel 1 angesehen wurden und mit Williams 1992 (Nigel Mansell) und 1993 (Alain Prost) die Fahrerweltmeisterschaft gewonnen hatten. Briatore leitete zur gleichen Zeit das Benetton-Team, das bis 1994 mit unterlegenen Achtzylindermotoren von Ford an den Start ging. Ziel der Übernahme Ligiers war es, die Renault-Motoren für die Saison 1995 zu Benetton umzuleiten, sodass Michael Schumacher für die Verteidigung seines Weltmeistertitels über ein leistungsfähiges Triebwerk verfügte. Ligier erhielt stattdessen Honda-Motoren, die Briatore von Minardi übernommen hatte. Die Verbindung zu Benetton führte 1995 zu einem Techniktransfer; der Ligier JS41 war, abgesehen von einigen Besonderheiten im Motorumfeld, weitgehend mit dem Benetton B195 identisch. 1995 wurde der Rennstall von Tom Walkinshaw geleitet, im folgenden Jahr übernahm Alain Prost das Team.

### Konstruktionen
Ligier war während des gesamten Formel-1-Engagements ein sogenanntes Werksteam, konstruierte also die eingesetzten Autos selbst. Die Fahrzeuge erhielten in Erinnerung an den 1968 tödlich verunglückten Rennfahrer Jo Schlesser jeweils die Bezeichnung JS; zur weiteren Individualisierung waren ungerade Ziffern bzw. Nummern angefügt.
Die Motoren bezog Ligier von Cosworth bzw. Ford, Matra, Megatron, Lamborghini, Renault und Honda. Eine Partnerschaft mit Alfa Romeo, die für 1987 vorgesehen war, scheiterte kurz vor dem Beginn der Rennsaison.

## Renneinsätze
Ab 1976 beteiligte sich Ligier an der Formel-1-Weltmeisterschaft. Das Team war 21 Jahre lang in der Formel 1 vertreten. Ligier ist damit das am längsten in der Formel 1 engagierte französische Team.

### Die Anfänge

#### 1976 – Debütsaison

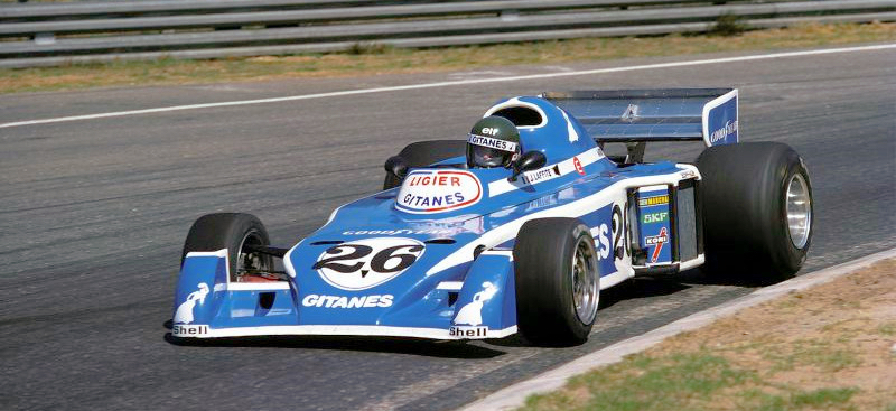
Ligiers erstes Formel-1-Auto: Der JS5 von 1976

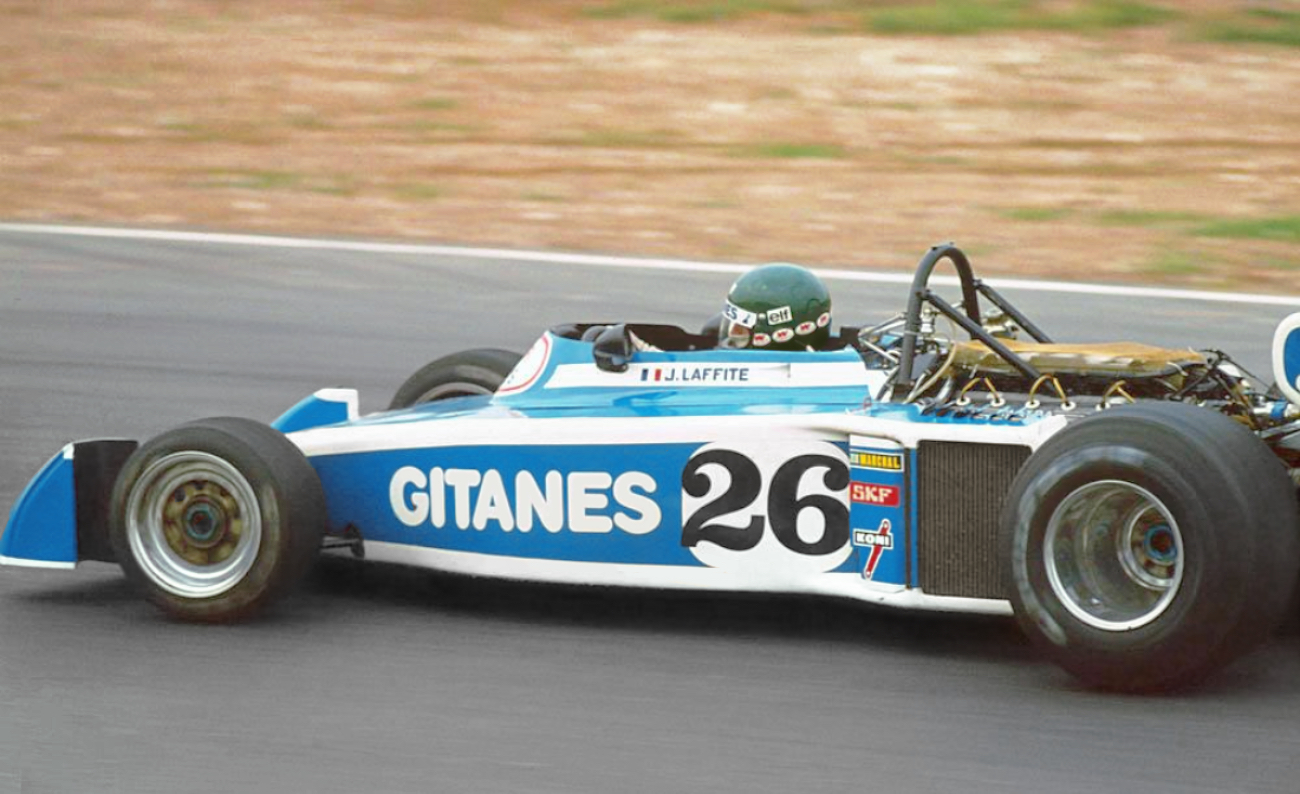
Ligier JS5 von 1976

Die Équipe Ligier meldete sich 1976 unter dem Namen Ligier Gitanes zur Formel-1-Weltmeisterschaft 1976. Der Begriff Gitanes bezog sich auf die gleichnamige Zigarettenmarke, die in Frankreich von Ligiers Geldgeber SEITA vertrieben wurde.
Guy Ligier hatte anfänglich erwogen, bereits in der Debütsaison ein Zwei-Fahrer-Team mit Jean-Pierre Beltoise und Henri Pescarolo zu melden. Kostengründe zwangen ihn allerdings dazu, sich zunächst auf ein Auto zu beschränken. Anlass hierfür war vor allem der hochpreisige Matra-Motor, der doppelt so teuer war wie ein Cosworth-Achtzylinder. Die Fahrerwahl ging zugunsten des jungen Franzosen Jacques Laffite aus.
Einsatzauto war der Ligier JS5, den Matras 1968 konzipierter Zwölfzylindermotor antrieb. Der blau-weiß lackierte Wagen zeichnete sich durch eine sehr große Lufthutze über dem Motor aus, auf der das Bild einer tanzenden Zigeunerin – ein Markenzeichen von Gitanes – zu sehen war. Die Lufthutze brachte keinen technischen Vorteil. Sie diente allein dazu, die Werbeflächen an dem Auto zu vergrößern. Der Ligier JS5 wird deshalb gelegentlich als „rasende Plakatwand“ bezeichnet.
Ligier trat zu allen 16 Großen Preisen der Saison 1976 an und konnte sich zu jedem Rennen qualifizieren. In den ersten beiden Rennen des Jahres fiel Laffite jeweils infolge eines Technikdefekts aus. Beim ersten Großen Preis des Jahres in Brasilien verunglückte Laffite im Zeittraining und beschädigte die Radaufhängung des einzigen einsatzbereiten Fahrzeugs. Guy Ligier und ein Mechaniker stellten das Auto in der darauf folgenden Nacht in der Werkstatt des Fittipaldi-Teams soweit wieder her, dass Laffite am Rennen teilnehmen konnte. Am Rennsonntag schied er allerdings infolge eines Getriebeschadens aus. Beim zweiten Rennen des Jahres in Südafrika qualifizierte sich Laffite für den achten Startplatz, und im Rennen fuhr er die drittschnellste Rundenzeit. Allerdings fiel er später nach einem Motordefekt aus. Die erste Zielankunft des Teams ergab sich beim Großen Preis der USA-West: Hier fuhr Ligier dank eines vierten Platzes von Laffite die ersten Weltmeisterschaftspunkte ein. Bei den Großen Preisen von Belgien und Italien wurde Laffite jeweils Dritter. Das beste Ergebnis des Teams war der zweite Platz Laffites beim Großen Preis von Österreich. Insgesamt erzielten Ligier und Laffite in der Debütsaison des Teams 20 Weltmeisterschaftspunkte. Laffite schloss das Jahr als Achter der Fahrerwertung ab, Ligier wurde Sechster der Konstrukteursmeisterschaft. Das Team Penske hatte ebenso wie Ligier 20 Punkte erreicht. Da Penske aber mit einem Sieg ein besseres Einzelergebnis als Ligier aufweisen konnte, wurde Penske als Fünfter und Ligier als Sechster gewertet.

#### 1977 und 1978

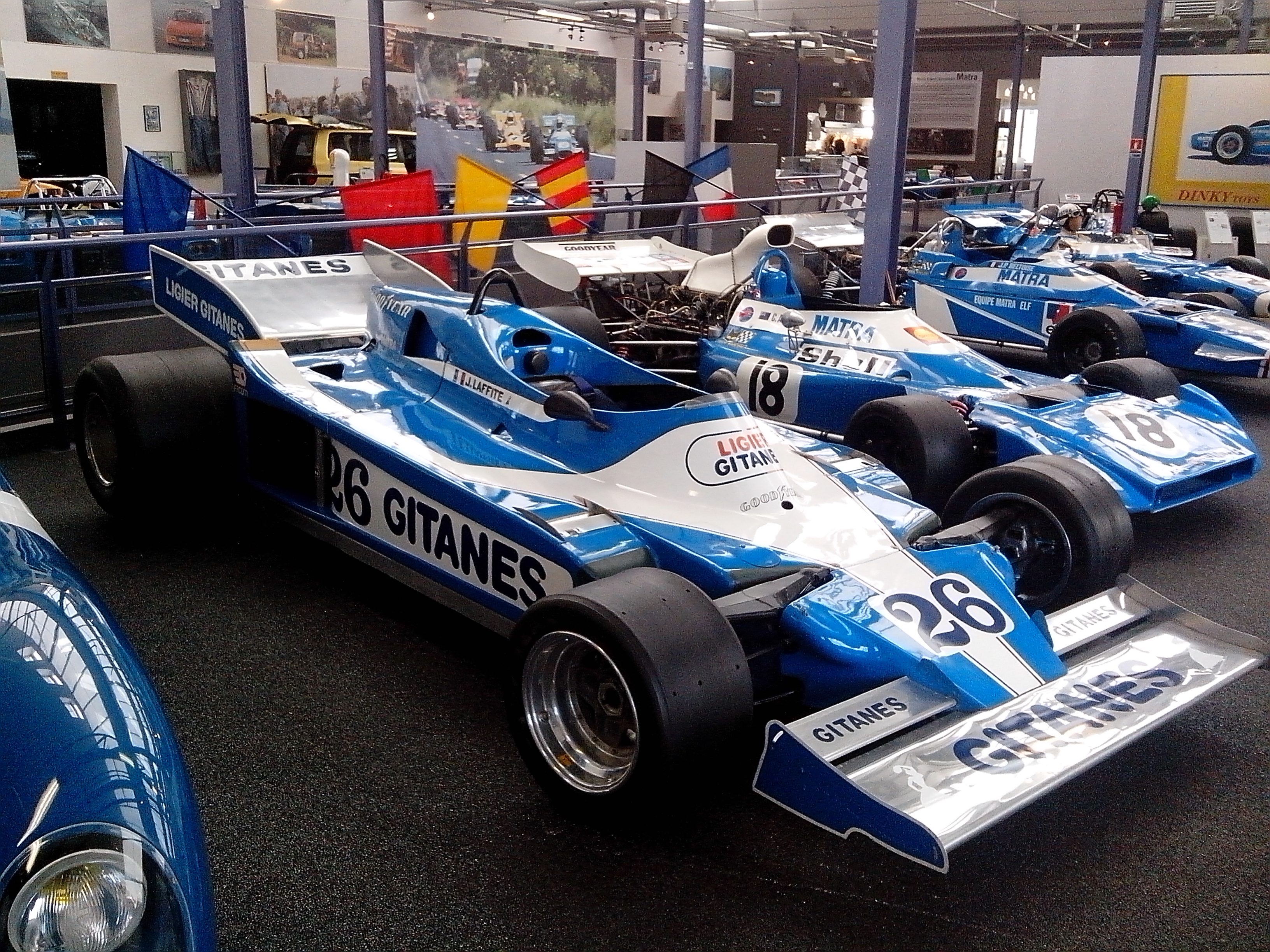
Ligier JS9

Im folgenden Jahr gewann Laffite das erste Rennen für Ligier. Beim Großen Preis von Schweden 1977 kam er mit einem Vorsprung von acht Sekunden auf Jochen Mass (McLaren) als erster ins Ziel. Dieses Ergebnis wird in der Motorsportliteratur zumeist als der erste rein französische Formel-1-Sieg gewertet, denn ein französischer Fahrer gewann in einem französischen Auto, das von einem französischen Motor angetrieben wurde (der erste französische Grand-Prix-Sieger war dagegen bereits Maurice Trintignant auf Ferrari in Monaco 1955, und den ersten Sieg für einen französischen Chassis erzielte Matra in Zandvoort 1968 mit Jackie Stewart als Fahrer). Lediglich die Reifen kamen nicht von Michelin aus Frankreich, sondern von Goodyear.
Ende 1977 zog sich Matra aus der Formel 1 zurück, sodass Ligier in der Saison 1978 Kundentriebwerke von Cosworth verwenden musste. Dies kam allerdings indirekt dem Team dahingehend zugute, dass der Cosworth-V8 für gerade aufkommenden Wingcars aufgrund seiner Bauform besser geeignet war als der Matra-V12 und Ligier somit in den Folgejahren technisch Anschluss halten konnte. Laffite, der weiterhin der einzige Fahrer des Teams war, kam in Spanien und Deutschland als Dritter ins Ziel; das waren die besten Ergebnisse des Jahres. Hinzu kamen ein vierter und vier fünfte Plätze, sodass Ligier mit 19 Weltmeisterschaftspunkten am Jahresende Rang sechs der Konstrukteursmeisterschaft belegte.

### Die Goldenen Jahre

#### 1979

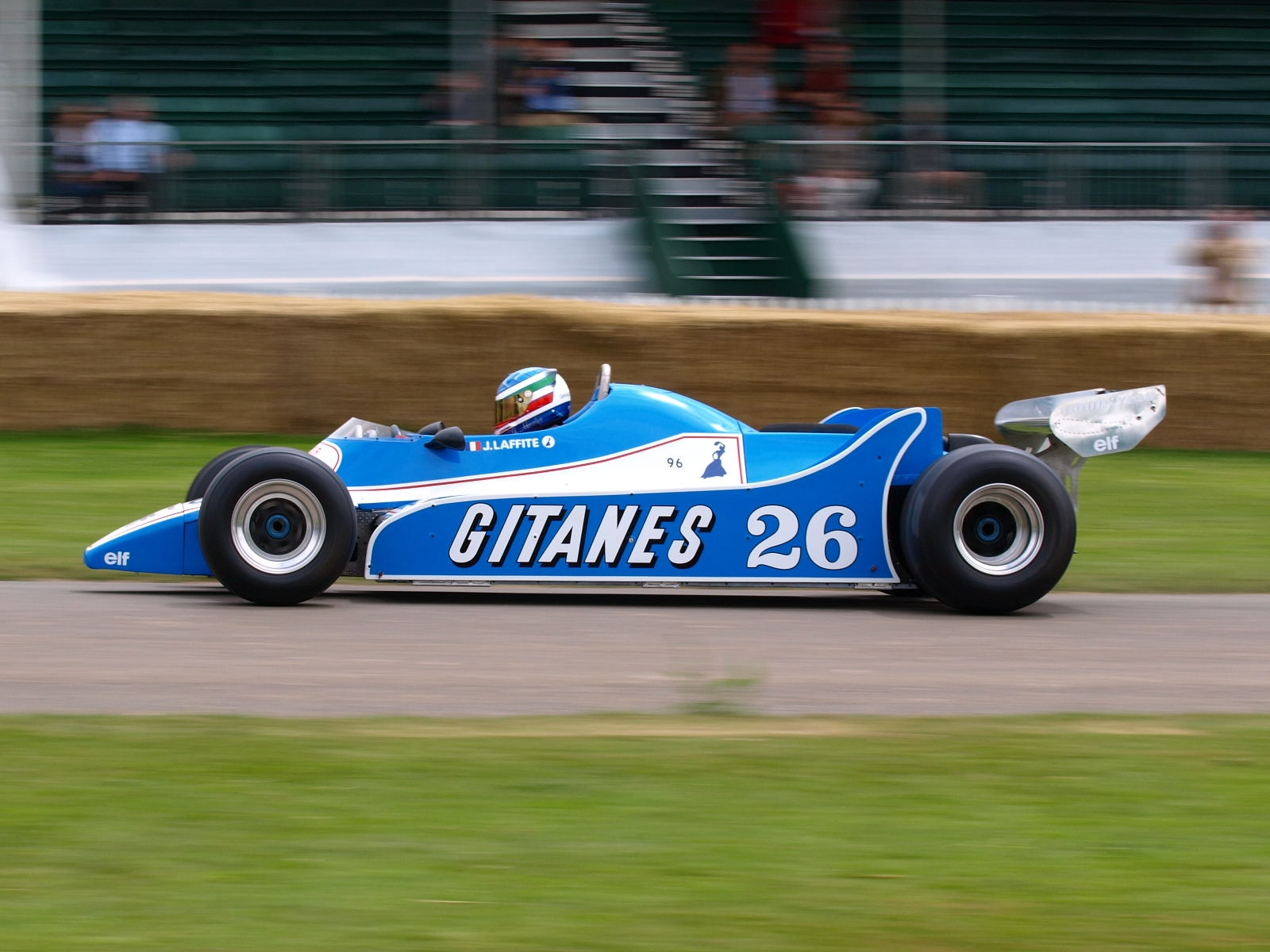
Ligier JS11/15

1979 trat Ligier erstmals durchgängig mit zwei Rennfahrern an. Neben Laffite meldete Ligier zunächst Patrick Depailler, der, nachdem er sich bei einem Unfall beim Drachenfliegen beide Beine gebrochen hatte, im Sommer durch den Belgier Jackie Ickx ersetzt wurde. In diesem Jahr erschien der von Gérard Ducarouge entwickelte Ligier JS11, der den von Lotus aufgezeigten Trend des Bodeneffekts konsequent umsetzte. Das Fahrzeug war eines der effektivsten Autos dieser Saison. Laffite gewann die ersten beiden Rennen des Jahres in Brasilien und Argentinien, wurde in Belgien Zweiter und im Spätsommer dreimal in Folge Dritter. Depailler wurde Zweiter in Brasilien und gewann den Lauf in Spanien. Ickx, der für das Team die letzten Rennen seiner Formel-1-Karriere bestritt, erreichte weniger, er kam nur zweimal in den Punkterängen ins Ziel und fiel in den übrigen Rennen aus.

#### 1980
1980 wurde zum erfolgreichsten Jahr für Ligier. Das Team trat mit dem JS11 bzw. seiner Weiterentwicklung JS15 an. Die technischen Komponenten wurden von Gérard Ducarouge, Hervé Guilpin und Paul Carillo konstruiert. Die Aerodynamik hingegen war keine Eigenentwicklung Ligiers. Das Team beauftragte hierfür das Pariser Ingenieurbüro SERA, das auch für Renault und Alfa Romeo tätig war. Fahrer waren Laffite und Didier Pironi, der zwei Jahre zuvor bei Tyrrell debütiert hatte. Laffite gewann den Großen Preis von Deutschland, Pironi den Lauf in Belgien. Hinzu kamen ein (Pironi) bzw. zwei zweite Plätze und jeweils drei dritte Plätze. Mit 66 Punkten schloss Ligier das Jahr hinter Williams (122 Punkte) auf Platz zwei der Konstrukteurswertung ab, Laffite und Pironi belegten Platz vier bzw. fünf in der Fahrerwertung.

#### 1981
Mit Beginn der Saison 1981 ging Ligier eine Verbindung mit dem französischen Automobilhersteller PSA ein, durch die sich die technischen Grundlagen des Teams änderten. PSA hatte 1979 die französische Niederlassung des Chrysler-Konzerns übernommen und vermarktete die Chrysler-Autos seit 1980 unter der Marke Talbot. PSA war aus Werbezwecken bemüht, den Namen Talbot im Motorsport bekannt zu machen. Das Unternehmen verpflichtete Jochen Neerpasch als Directeur Général Competitive, der ab 1980 Rallye-Einsätze mit dem in Großbritannien gebauten Sunbeam Lotus organisierte und zudem einen Formel-1-Auftritt der Marke förderte. Talbot sollte über das Ligier-Team in der Formel 1 präsent sein. Der Rennstall meldete sich daraufhin für 1981 als Équipe Talbot Gitanes. Teil der Vereinbarung war die Übernahme französischer Formel-1-Motoren. Zunächst griff das Team auf die bekannten Matra-Zwölfzylindermotoren zurück, der den vom Konkurrenten Ford finanzierten Cosworth-Motor ersetzen sollte. Für die Zukunft war der Einsatz eines Vierzylinder-Turbomotors geplant, dessen Wurzeln auf BMWs Vierzylindertriebwerk zurückgingen, an dessen Entwicklung Neerpasch vor seinem Wechsel zu Talbot beteiligt gewesen war. Die Übernahme des BMW-Motors scheiterte aber am Widerstand Paul Rosches. Der bereits 1968 für das Matra-Werksteam entwickelte Zwölfzylindermotor leistete etwa 30 PS mehr als der Cosworth-Motor, war aber schwerer und war aufgrund seiner Dimensionen mit dem Groundeffect nur eingeschränkt vereinbar. Der mit ihm ausgerüstete Ligier JS17 war daher unhandlicher und weniger effektiv als seine Vorgängermodelle.
Stammfahrer war 1981 erneut Laffite. Er gewann die Großen Preise von Österreich und Kanada, wurde zweimal Zweiter und dreimal Dritter. Vor dem letzten Saisonrennen, dem Großen Preis von Las Vegas hatte Laffite 43 Weltmeisterschaftspunkte. Er lag auf Rang drei der Fahrerwertung und hatte ebenso wie Nelson Piquet und Carlos Reutemann Chancen auf den Gewinn der Weltmeisterschaft. Laffite qualifizierte sich für den zwölften Startplatz und kam als Sechster ins Ziel. Piquet wurde mit einem Vorsprung von zwei Sekunden auf Laffite Vierter. Dieses Ergebnis genügte Piquet, um Fahrerweltmeister zu werden. Laffite wurde in der Gesamtwertung Vierter hinter Alan Jones und Carlos Reutemann. Seine Teamkollegen waren Jean-Pierre Jarier, Jean-Pierre Jabouille und Patrick Tambay. Sie erreichten keine Weltmeisterschaftspunkte, Jabouille verpasste bei fünf Einsätzen zweimal die Qualifikation.

### Der Niedergang

#### 1982

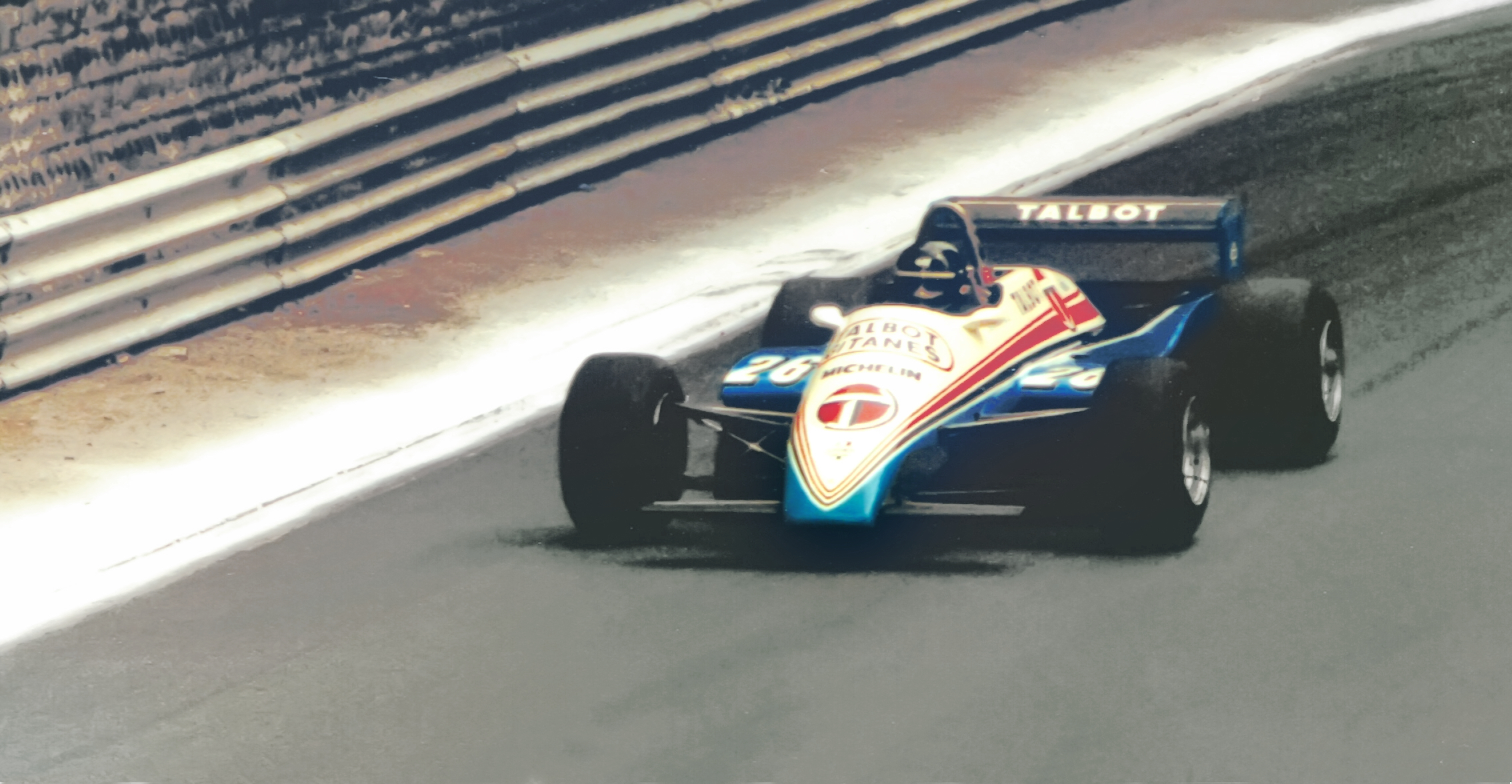
Jacques Laffite im Ligier JS19

1982 konnte die Équipe Gitanes Talbot nicht an die Erfolge des Vorjahres anknüpfen. Es war das erste Jahr seit 1979, in dem Ligier kein Rennen gewinnen konnte. Fahrer waren Laffite sowie Eddie Cheever. Cheever erreichte beim Großen Preis der USA-Ost in Detroit mit dem zweiten Platz das beste Ergebnis des Jahres, hinzu kamen zwei dritte Plätze. Zu den Tiefpunkten gehörte der Große Preis der Niederlande, bei dem Cheever die Qualifikation verpasste. Laffite kam nur viermal ins Ziel, zweimal davon in den Punkterängen. In Österreich wurde er Dritter, in Detroit Sechster. Insgesamt erzielte Ligier 20 Meisterschaftspunkte und schloss die Saison auf Platz acht der Konstrukteurswertung ab. Am Ende des Jahres löste PSA die Verbindung zu dem Rennstall auf, und der bisherige Stammfahrer Jacques Laffite wanderte nach sieben Jahren Teamzugehörigkeit zu Williams ab.

#### 1983
1983 befand sich die Formel 1 in einem Umbruch. Es zeichnete sich ab, dass Turbotriebwerke künftig den Grand-Prix-Sport dominieren würden. Mit Alfa Romeo, BMW, Ferrari, Hart, Honda, Renault und TAG-Porsche rüsteten sieben Motorenhersteller 10 der 16 Formel-1-Teams mit Turbotriebwerken aus. Ligier gehörte neben Arrows, Osella, RAM, Theodore Racing und Tyrrell zu den Rennställen, die 1983 noch auf Saugmotoren von Cosworth setzten. Sie waren den Turboteams unterlegen. Als Piloten setzte Ligier Jean-Pierre Jarier und Raul Boesel ein. In diesem Jahr erzielten die Ligier-Fahrer erstmals in der Geschichte des Rennstalls keine Punkte. Das beste Ergebnis waren zwei siebte Plätze, im Laufe des Jahres waren 15 Ausfälle zu verzeichnen.

#### 1984

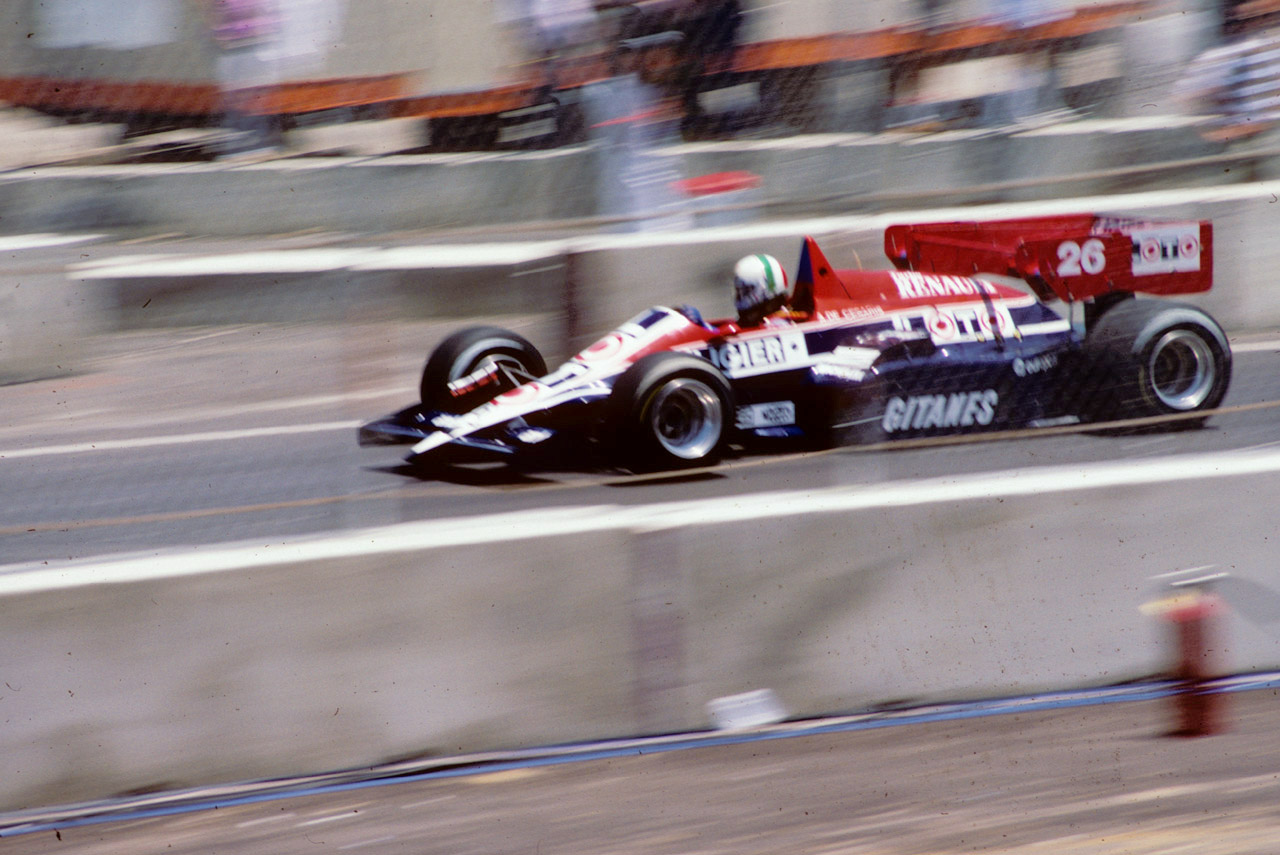
Ligiers erstes Turbofahrzeug: Der JS23 von 1984 (hier beim Großen Preis der USA)

Für die Formel-1-Weltmeisterschaft 1984 erhielt Ligier kostenlos Turbomotoren von Renault. Einsatzfahrzeug war der Ligier JS23, der unter der Leitung von Michel Beaujon konstruiert worden war. Ligier wechselte beide Fahrer aus: Nummer-Eins-Fahrer war Andrea de Cesaris, der von Euroracing (Alfa Romeo) kam und Erfahrung mit Turbofahrzeugen mitbrachte. Das zweite Auto fuhr der Debütant François Hesnault, der im Vorjahr die Französische Formel-3-Meisterschaft als Zweiter abgeschlossen hatte. Der Wechsel zu Turbomotoren erwies sich als problematisch; der JS23 erfüllte die Erwartungen nicht. Die Ligier-Techniker verstanden die komplexe Turbotechnologie nicht; viele Ausfälle gingen auf technische Defekte im Motorenumfeld zurück. Ein wesentliches Problem war der Benzinverbrauch. Mehrfach fielen die Ligier-Piloten vor Rennende ohne Treibstoff aus. Das galt auch für den Großen Preis von San Marino, bei dem de Cesaris vor seinem Ausfall in den Punkterängen lag. De Cesaris erzielte insgesamt lediglich drei Meisterschaftspunkte, Hesnault keinen. Ligier beendete die neunte Formel-1-Saison auf Platz 10 der Konstrukteurswertung.

#### 1985
In der Saison 1985 setzte Ligier die Verbindung mit Renault fort. Das Einsatzauto, der JS25, war eine Weiterentwicklung des Vorjahresmodells. Zu Saisonbeginn kehrte Jacques Laffite zu Ligier zurück. Er erreichte in der Saisonmitte zwei dritte Plätze und kam im letzten Rennen des Jahres in Australien als Zweiter ins Ziel. Neben ihm trat zunächst erneut Andrea de Cesaris an, der in den ersten elf Rennen lediglich einmal in den Punkterängen ins Ziel kam. Die Mehrzahl der Ausfälle war auf Fahrfehler des Italieners zurückzuführen, der in der Fachpresse gelegentlich als „Mozart der Zerstörung“ bezeichnet wurde. Beim Großen Preis von Österreich auf dem Österreichring verunglückte de Cesaris spektakulär. In der Texaco-Schikane kam er vom Kurs ab und gelangte mit hoher Geschwindigkeit auf das Seitengrün. Das Auto kam zunächst ins Rutschen, und nach dem Kontakt mit einer Seitenbegrenzung überschlug es sich mehrfach. Das Auto kam schließlich mit dem Unterboden nach unten zum Stehen. Es war völlig zerstört, De Cesaris aber trug keinerlei Verletzungen davon. Er konnte sich selbst abschnallen und legte den Rückweg in die Box zu Fuß zurück. Guy Ligier nahm den Überschlag zum Anlass, de Cesaris zu entlassen: „Ich kann die Reparaturrechnungen, die mir dieser Mann beschert, nicht mehr bezahlen!“ Zum Großen Preis von Italien wurde er durch Philippe Streiff ersetzt, der beim letzten Rennen des Jahres in Australien als Dritter (hinter seinem zweitplatzierten Teamkollegen Laffite) ins Ziel kam. Insgesamt erzielte Ligier 1985 23 Meisterschaftspunkte; das Team beendete die Saison auf Platz sechs der Konstrukteurswertung.

#### 1986
1986 ging die Allianz von Ligier und Renault in ihr drittes und letztes Jahr. Das Team meldete René Arnoux und Jacques Laffite. Arnoux, der im Vorjahr von der Scuderia Ferrari wegen angeblich mangelnder Leistungsfähigkeit entlassen worden war, fuhr 1986 alle Rennen für Ligier. Seine besten Ergebnisse waren drei vierte Plätze bei den Großen Preisen von Brasilien, Großbritannien und Deutschland. Laffite kam in Brasilien als Dritter und in den USA als Zweiter ins Ziel. Der Große Preis von Großbritannien war Laffites 176. Rennen. Im Training qualifizierte er sich für Startplatz 19. Beim Start zum Rennen kam es im Hinterfeld zu einem Unfall, in den zehn Fahrer verwickelt waren. Thierry Boutsen verlor die Kontrolle über seinen Arrows A8, kam nach links von der Strecke ab und prallte nach einem Kontakt mit den Leitplanken zurück. Stefan Johansson drängte bei einem abrupten Ausweichversuch unabsichtlich Jacques Laffite von der Strecke ab, sodass dieser frontal in die Leitplanken prallte. Laffite erlitt bei diesem Rennen schwere Beinbrüche, deren Heilung mehrere Monate in Anspruch nahm. Der Unfall bedeutete das Ende seiner Formel-1-Karriere. Ligier ersetzte Laffite durch Philippe Alliot, der in sieben Rennen einen Weltmeisterschaftspunkt einfuhr. Am Jahresende lag Ligier mit 29 Punkten auf Rang fünf der Konstrukteursmeisterschaft.

#### 1987

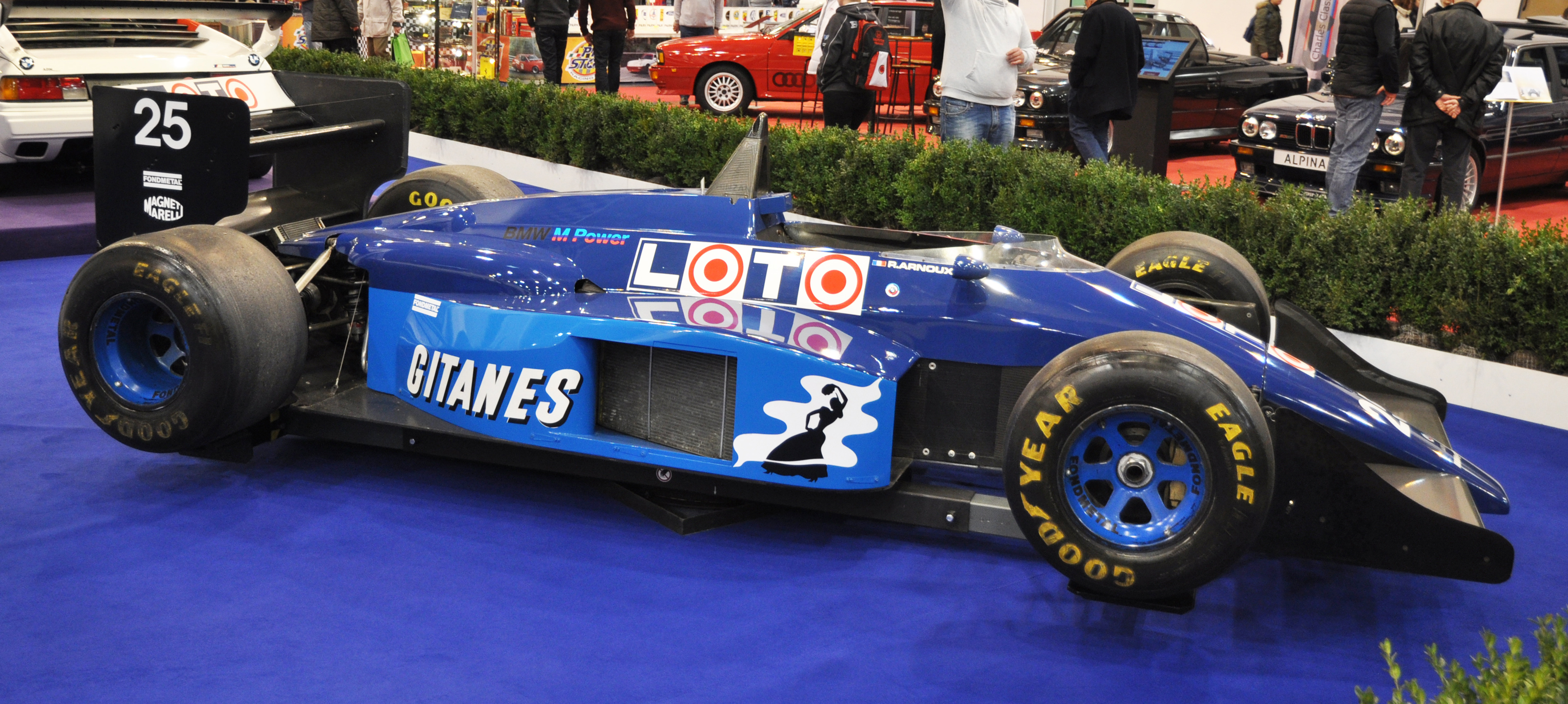
Ligier JS 29B

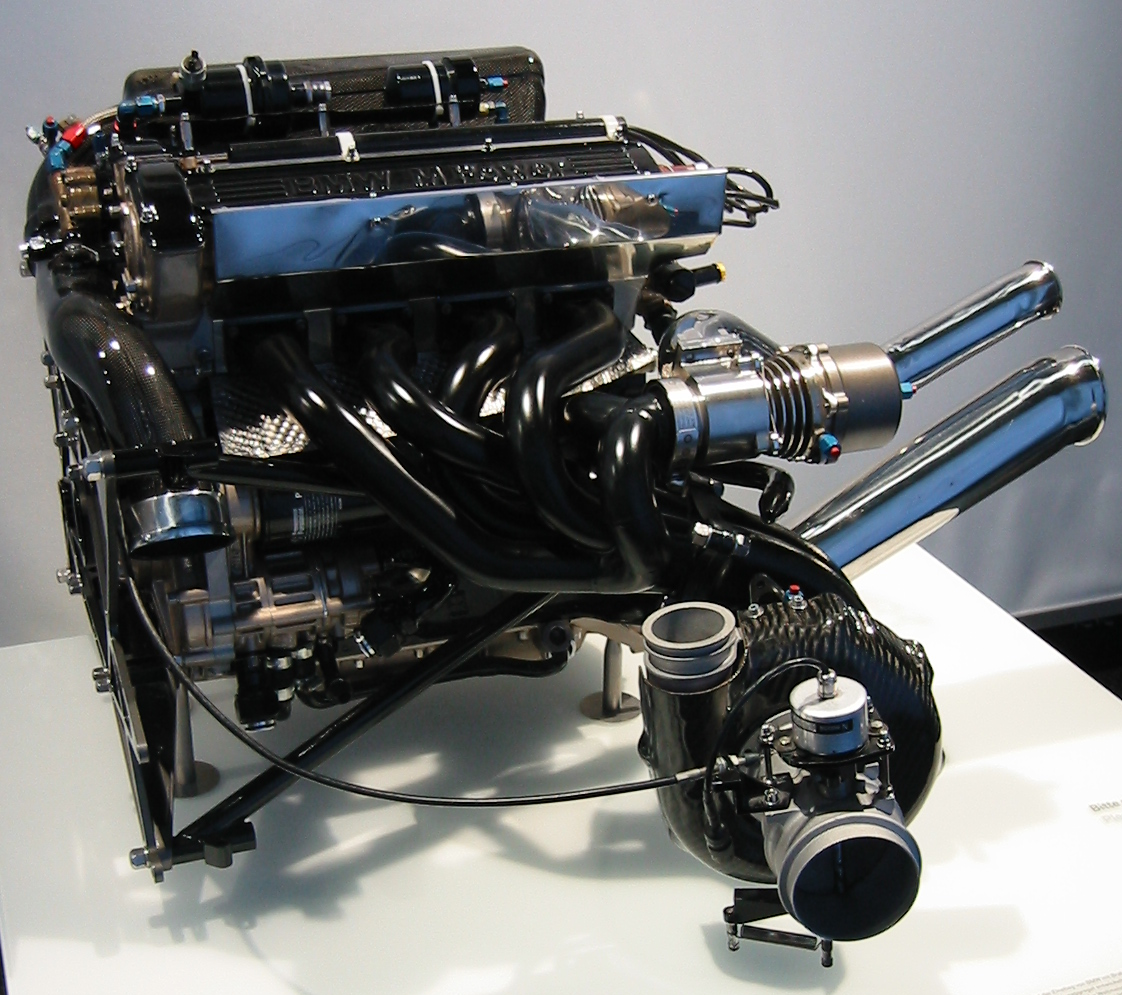
Notlösung für 1987: BMW-Motoren von Megatron

1987 erschienen mit AGS und Larrousse zwei weitere französische Teams in der Formel 1. Für Ligier war 1987 ein Jahr des Übergangs, das durch Krisen und Notlösungen gekennzeichnet war.
Mit Ablauf der Saison 1986 zog sich Renault vorübergehend aus der Formel 1 zurück. Damit endeten die Motorenlieferungen für die bisherigen Kundenteams Lotus, Tyrrell und Ligier. Für 1987 ging Ligier eine Verbindung mit Alfa Romeo ein, das bis 1985 ein Quasi-Werksteam in der Formel 1 eingesetzt hatte und seitdem noch ältere Achtzylinder-Turbomotoren (Tipo 890T) für das italienische Osella-Team bereitstellte. Alfa Romeo hatte seit 1984 ein neues Turbotriebwerk mit vier Zylindern (Tipo 415T) entwickelt, von dem Ende 1986 die ersten Prototypen aufgebaut wurden. Ligier sollte dieses Triebwerk 1987 exklusiv einsetzen.
In der letzten Januar- und der ersten Februarwoche 1987 unternahm Ligier in Paul Ricard Testfahrten mit dem neuen JS29, der mit Alfa Romeos 415T-Motor ausgerüstet war, eine Woche später fuhr Arnoux das Auto in Jerez. Dort zerstörte er den JS29 bei einem Unfall, der durch Versagen der Bremsanlage ausgelöst wurde. Bei weiteren Testfahrten auf in Imola kam es Ende März zu einem Eklat: René Arnoux kritisierte öffentlich das mangelnde Engagement Alfa Romeos; nach seiner Darstellung sei lediglich ein Alfa-Mechaniker bei den Tests zugegen gewesen. Alfa Romeo nahm diese Äußerung zum Anlass, den Vertrag mit Ligier fristlos zu kündigen. Die Hintergründe zu Alfa Romeos Entscheidung sind nicht vollständig geklärt. Beobachter führen den Rückzug überwiegend auf unternehmensinterne Gründe zurück: Alfa Romeo war 1986 vom Fiat-Konzern übernommen worden, der bereits über die Scuderia Ferrari in der Formel 1 engagiert war. Ein zweites Engagement mit einem weiteren, eigenständigen Motor sei aus finanziellen Gründen nicht wünschenswert gewesen.
Ligier hatte damit zwei Wochen vor dem ersten Saisonrennen keinen Motorenlieferanten. Mit finanzieller Unterstützung des französischen Sportministeriums gelang es Guy Ligier Anfang April, einige Megatron-Motoren zu übernehmen. Bei ihnen handelte es sich um ältere BMW M12-Triebwerke, die von Heini Mader Racing Components in der Schweiz vorbereitet wurden. Vergleichbare Motoren setzte 1987 auch Arrows ein. In den ersten Aprilwochen baute Ligier den JS29 auf den BMW-Motor um. Mit Zustimmung der FISA ließ es das erste Saisonrennen in Brasilien aus. Der erste JS29B erschien beim zweiten Saisonrennen in Imola, beim dritten Rennen war auch das zweite Auto einsatzbereit.
Die Saison brachte nur wenige Erfolge. René Arnoux kam fünfmal ins Ziel und erreichte einen Weltmeisterschaftspunkt; sein Teamkollege Piercarlo Ghinzani punktete nicht. Ligier beendete die Saison auf Platz 11 der Konstrukteurswertung.

### Übergangszeit – Warten auf Renault
Seit bekannt war, dass Renault für Williams und die neue Saugmotorära der Formel 1 einen Zehnzylindermotor vorbereitete, bemühte sich Guy Ligier um einen Motorenvertrag mit dem französischen Staatsunternehmen. Renaults Abkommen mit Williams sah vor, dass das britische Team die Triebwerke drei Jahre lang exklusiv erhalten sollte; ab 1992 war eine Belieferung von Kundenteams möglich. Ligier überbrückte die Wartezeit mit verschiedenen Kundenmotoren britischer und italienischer Hersteller. Mit ihnen erreichte das Team wenig; nur einmal (1989) war es in der Konstrukteurswertung klassifiziert.

#### 1988
Zu Beginn der Formel-1-Weltmeisterschaft 1988 wechselte Ligier auf Saugmotoren von Judd. Die Entwicklung der Achtzylindermotoren war von Leyton House, dem Sponsor des March-Teams, sowie von Williams finanziert worden; neben ihnen war Ligier der dritte Nutzer dieser im Vergleich zum einzigen anderen Saugmotor der Saison, dem Cosworth DFZ leistungsschwachen Triebwerke. Ligier trat mit René Arnoux und Stefan Johansson an, der in den Vorjahren noch für die Spitzenteams McLaren und Ferrari gefahren war. Insgesamt kamen die Fahrer neunmal ins Ziel, erreichten aber nie die Punkteränge. Achtmal verpassten sie die Qualifikation. Am Jahresende war Ligier nicht für die Konstrukteursmeisterschaft klassifiziert.

#### 1989
1989 waren erstmals wieder ausschließlich Saugmotoren zugelassen. Mit 20 Teams starteten so viele Rennställe wie nie zuvor in der Formel 1. Ligier wechselte zu Cosworth-Achtzylindermotoren, die wie Tyrrells Motoren in Großbritannien bei Langford & Peck vorbereitet wurden. Erstmals seit 1986 meldete Ligier wieder ausschließlich französische Piloten: Der JS33 wurde von René Arnoux und Olivier Grouillard gefahren. Das Team erreichte wiederum wenig: Arnoux verpasste bei sieben von 16 Großen Preisen die Qualifikation. Grouillard qualifizierte sich zu 12 Rennen, kam aber nur viermal ins Ziel. Allein der Umstand, dass Arnoux beim Großen Preis von Kanada als Fünfter ins Ziel kam und Grouillard in Frankreich Sechster wurde, verhinderte, dass Ligier in der zweiten Hälfte der Saison in die Gruppe der Vorqualifikanten abrutschte. Mehr als diese drei Weltmeisterschaftspunkte erreichte Ligier 1989 nicht. Das Team lag letztlich auf Rang 14 der Konstrukteurswertung.

#### 1990

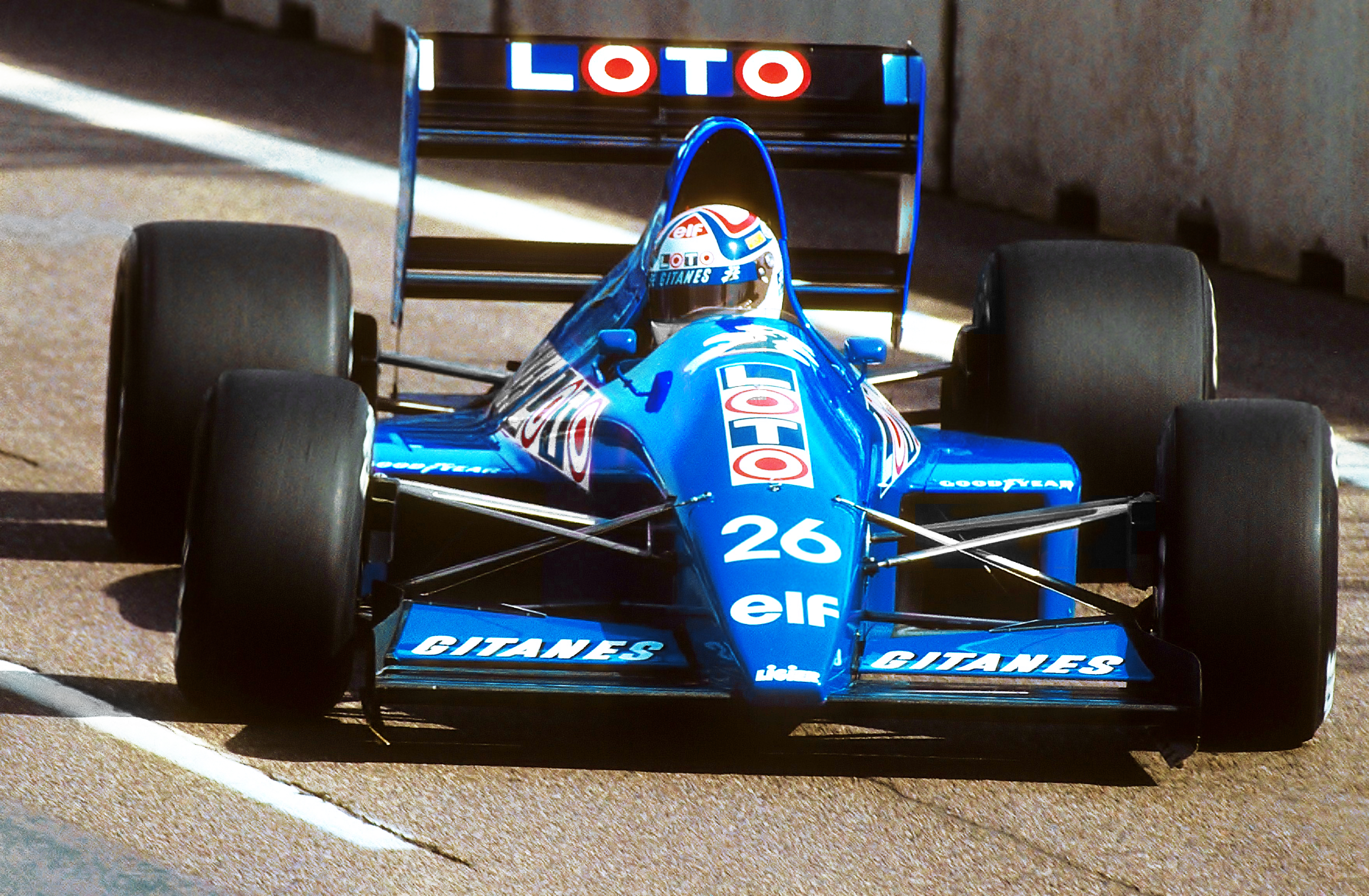
Ligier JS33B (Philippe Alliot beim Großen Preis der USA 1990)

1990 setzte Ligier leicht überarbeitete Vorjahresfahrzeuge (Ligier JS33B) ein, die wiederum von Ford-Motoren angetrieben wurden. Das Aerodynamik des Wagens war ineffektiv, und das selbst konstruierte Getriebe erwies sich im Laufe der Saison als defektanfällig. Als Piloten meldete das Team Nicola Larini und Philippe Alliot. Die Fahrerwahl wurde in der Fachpresse zumeist mit Skepsis gesehen; Beobachter trauten beiden keine herausragenden Leistungen zu. Alliot kam neunmal ins Ziel, erreichte aber bei keinem Rennen die Punkteränge und verfehlte zudem einmal die Qualifikation. In den USA wurde er von der Teilnahme am Rennen ausgeschlossen, weil einige Ligier-Mechaniker vorschriftswidrig versuchten, außerhalb der Boxengasse Alliots Auto zu reparieren. In Deutschland wurde Alliot disqualifiziert, weil ihn Streckenposten nach einem Unfall angeschoben hatten. Larini kam dreizehnmal ins Ziel. Er erreichte mit zwei siebten Plätzen zu Saisonende die besten Ergebnisse des Teams in diesem Jahr. Das französische Konkurrenzteam Larrousse, das mit Lamborghini-Triebwerken ausgerüstet war, erreichte in dieser Saison elf Punkte und eine Podiumspositionierung. Aufgrund des Ausbleibens von Erfolgen unterlag Ligier ab dem Rennen in Deutschland der Vorqualifikation, wurde jedoch kurioserweise schon zwei Rennen darauf wieder davon befreit, da das nicht zu den Vorqualifikanten gehörige Team Onyx zum Großen Preis von Belgien den Betrieb einstellte und Ligier daraufhin wieder aufrücken konnte.

#### 1991

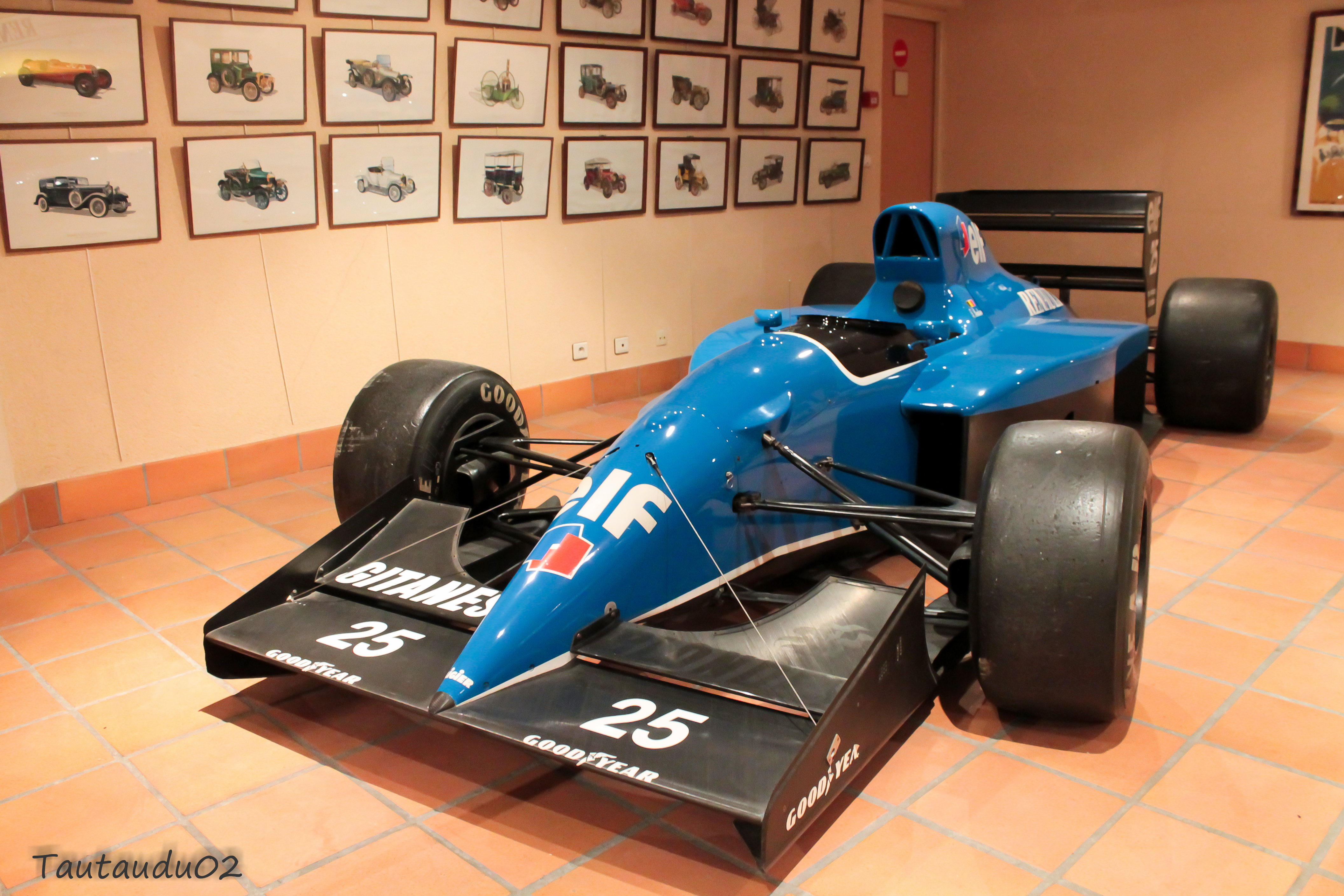
Ligier JS35 von 1991

Die Saison 1991 begann für Ligier mit einer politischen Entscheidung, die erhebliche finanzielle Auswirkungen hatte. Anlass hierfür war ein Meldefehler des Konkurrenzteams Larrousse: Der Rennstall von Gérard Larrousse konstruierte und baute seine Autos – anders als Ligier – nicht selbst, sondern beauftragte seit 1987 den britischen Rennwagenhersteller Lola mit Konstruktion und Herstellung. Ungeachtet gab Larrousse bei den Meldungen seit 1987 regelmäßig nicht Lola, sondern sich selbst als Konstrukteur an. Am 15. Februar 1991 erklärte die FISA, das Larrousse-Team sei aufgrund dieses Meldefehlers in der zurückliegenden Saison nicht klassifiziert. Diese Entscheidung hatte den Verlust der im Vorjahr eingefahrenen 11 Weltmeisterschaftspunkte zur Folge und bedeutete, dass Larrousse in der Saison 1991 der Vorqualifikation unterworfen war. Zwei Tage später revidierte die FISA ihre Entscheidung dahingehend, dass eine Vorqualifikation nicht erforderlich sei; der Entzug der Weltmeisterschaftspunkte wurde im Übrigen aber bestätigt. Als Folge rückte Ligier nachträglich auf Platz zehn der Konstrukteurswertung auf, sodass das Team aus Vichy nun ungeachtet des Umstandes, dass es 1990 keine Meisterschaftspunkte erzielt hatte, Anspruch auf Transportkostenerstattung hatte. Gérard Larrousse bezifferte den finanziellen Schaden für sein Team auf 6 Millionen Französische Francs. Beobachter führten das Einschreiten der FISA auf eine Initiative Guy Ligiers zurück.
Auch auf Motorenebene kam es zu einer weiteren Umverteilung von Larrousse zu Ligier. Ligier erhielt für 1991 Zwölfzylindermotoren von Lamborghini, die von Mauro Forghieri konstruiert und seit 1989 bei Larrousse eingesetzt worden waren. Larrousse musste stattdessen auf Ford-Kundenmotoren zurückgreifen. Ligier konnte von den leistungsstarken Motoren nicht profitieren. Die Fahrer Érik Comas und Thierry Boutsen erzielten keine Meisterschaftspunkte, Comas verpasste sogar dreimal die Qualifikation. Ligier war erneut in der Konstrukteurswertung nicht klassifiziert, während Larrousse mit zwei Punkten Platz elf belegte.

#### 1992

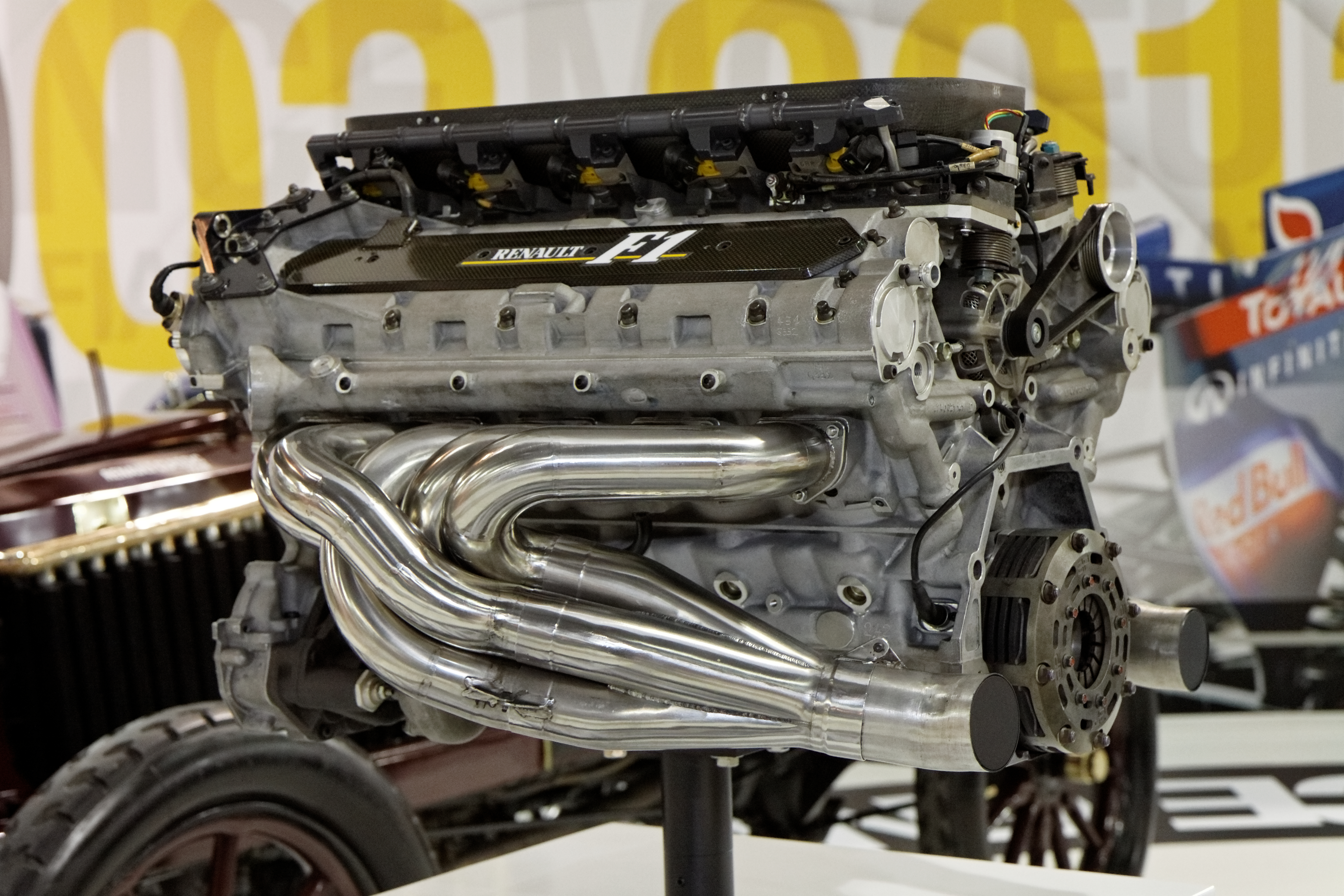
Zehnzylindermotor von Renault (hier: RCS2)

In der Formel-1-Weltmeisterschaft 1992 erhielt Ligier Zugriff auf den Zehnzylindermotor von Renault. Das Team verwendete das RCS3-Triebwerk, das im Vorjahr von Williams eingesetzt worden war. Die Ausbaustufe RCS4, die Williams im Laufe der Saison 1992 erhielt, gab Renault nicht an Ligier weiter. Die Vorbereitung der Motoren übernahm Mecachrome. Für das Triebwerk konstruierten Frank Dernie und Gérard Ducarouge mit dem JS37 ein gänzlich neues Fahrzeug, das nach Aussage der Piloten einige Defizite in sich trug: Sie kritisierten die Aerodynamik, die Aufhängung und die Dämpfer. Érik Comas und Thierry Boutsen gaben dem schwerfälligen JS37 bald die Bezeichnung „der Panzer“.
Anfang 1992 erwog der dreifache Formel-1-Weltmeister Alain Prost, der nach seiner enttäuschenden Vorsaison bei Ferrari ein Sabbatjahr eingelegt hatte, sich finanziell an Ligier zu beteiligen. Um das Potential des Rennstalls auszuloten, führte er im Februar in Le Castellet einige Tests mit dem JS37 durch. Er befand, dass der Ligier-Renault „jedenfalls kein toter Hund“ sei und bescheinigte Dernie, gute Arbeit geleistet zu haben. Ligier versuchte, Prost anstelle von Comas für die Renneinsätze zu verpflichten, Prost lehnte jedoch ab.
Die Renault-Motoren brachten nicht die erwarteten Fortschritte. In der ersten Saisonhälfte qualifizierten sich die Fahrer überwiegend im hinteren Teil des Starterfelds, in Belgien verpasste Comas die Qualifikation. In weniger als der Hälfte aller Rennen kamen die Ligier-Piloten ins Ziel. Sie erreichten nur vier Ankünfte in den Punkterängen. Beide Ligier-Fahrer galten als unfallgeneigt. Allein Comas zerstörte im Laufe der Saison vier Monocoques durch Unfälle. Beim Großen Preis von Brasilien kollidierten Comas und Boutsen miteinander und fielen daraufhin aus. Comas wurde zweimal Sechster und einmal Fünfter, Boutsen kam nur einmal als Fünfter ins Ziel. Mit sechs Punkten belegte Ligier am Jahresende Platz acht der Konstrukteurswertung.

### Die letzten Jahre – Ligier als Spielball
Seit dem Sommer 1992 war Guy Ligier bereit, seinen Rennstall zu verkaufen. Im September 1992 führte er Verkaufsverhandlungen mit Ron Dennis, dem Teamchef McLarens. Für Dennis war Ligier in erster Linie wegen der Renault-Motoren von Interesse, denn McLaren stand vor dem Verlust seines langjährigen Motorenpartners Honda und war für die Saison 1993 auf Kundenmotoren von Ford angewiesen, die hinsichtlich ihrer Leistung denen der Werksmotoren deutlich unterlegen waren. Die Verhandlungen mit Dennis scheiterten im Oktober 1992. Einen Monat später kam es zu einem Eigentümerwechsel mit rein französischen Beteiligten: Cyril de Rouvre, der bereits seit dem Frühjahr 1991 20 Prozent der Anteile an Ligier besaß, übernahm mit Wirkung zum 24. November 1992 den Rennstall vollständig. Damit endete die Ära Guy Ligiers.

#### 1993

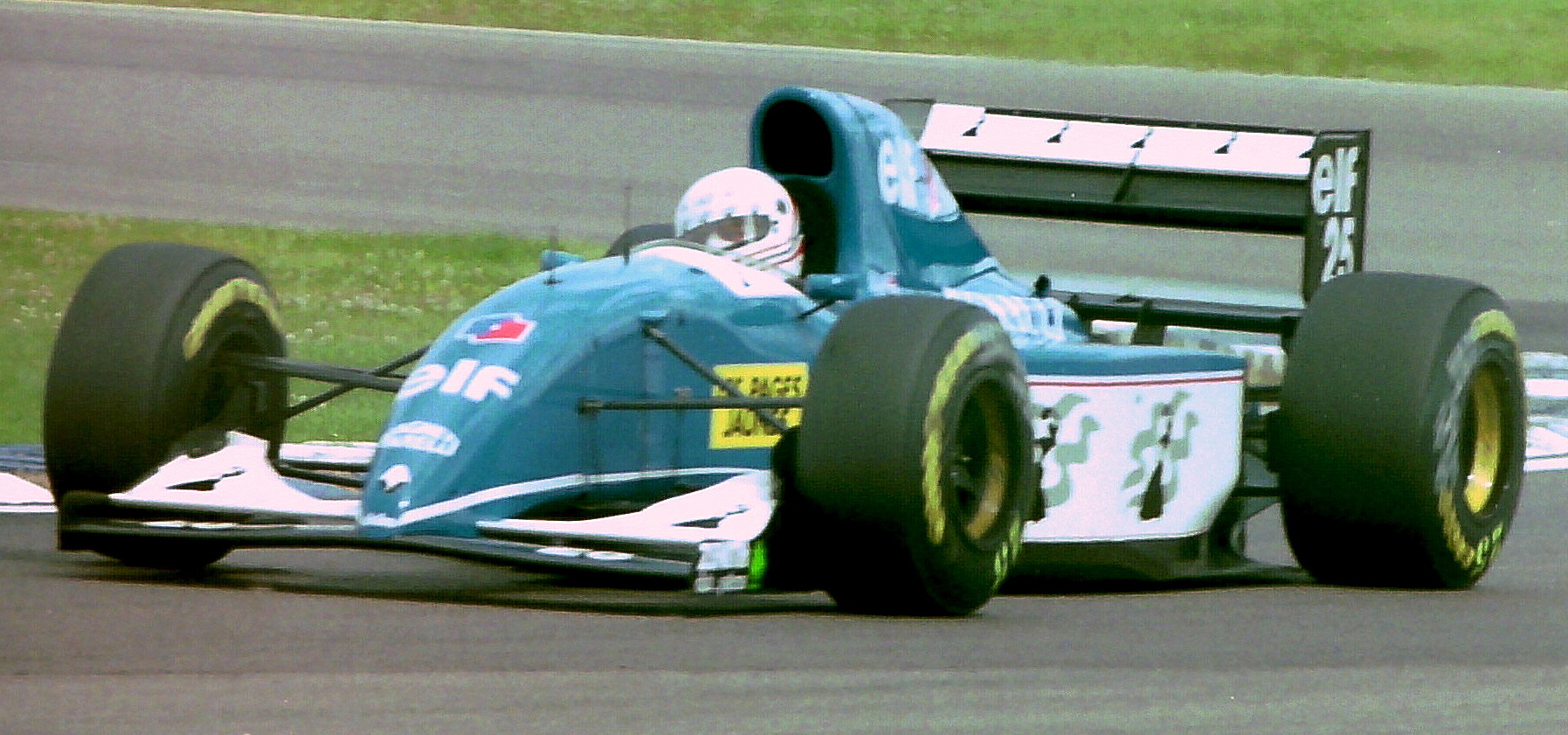
Martin Brundle im Ligier JS39 beim Großen Preis von Großbritannien 1993

1993 erlebte Ligier eine sportliche Steigerung. Der von Gérard Ducarouge konstruierte Ligier JS39 war konkurrenzfähiger als sein Vorgänger. Die Verpflichtung von Martin Brundle und Mark Blundell als Stammpiloten wirkte sich vorteilhaft auf das Team aus: Brundle und Blundell tauschten sich intensiv über technische und fahrerische Details aus und brachten so die Weiterentwicklung des Autos voran. Blundell kam zweimal (Südafrika und Deutschland), Brundle einmal (San Marino) als Dritter ins Ziel. Zusammen mit einigen weiteren Platzierungen in den Punkterängen fuhr Ligier in diesem Jahr 23 Punkte ein, so viel wie seit 1986 nicht mehr – auch Podestplatzierungen hatte es zuvor letztmals in diesem Jahr gegeben. Damit lag Ligier auf Platz fünf der Konstrukteurswertung. Die viertplatzierte Scuderia Ferrari hatte lediglich fünf Punkte mehr erzielt.

#### 1994

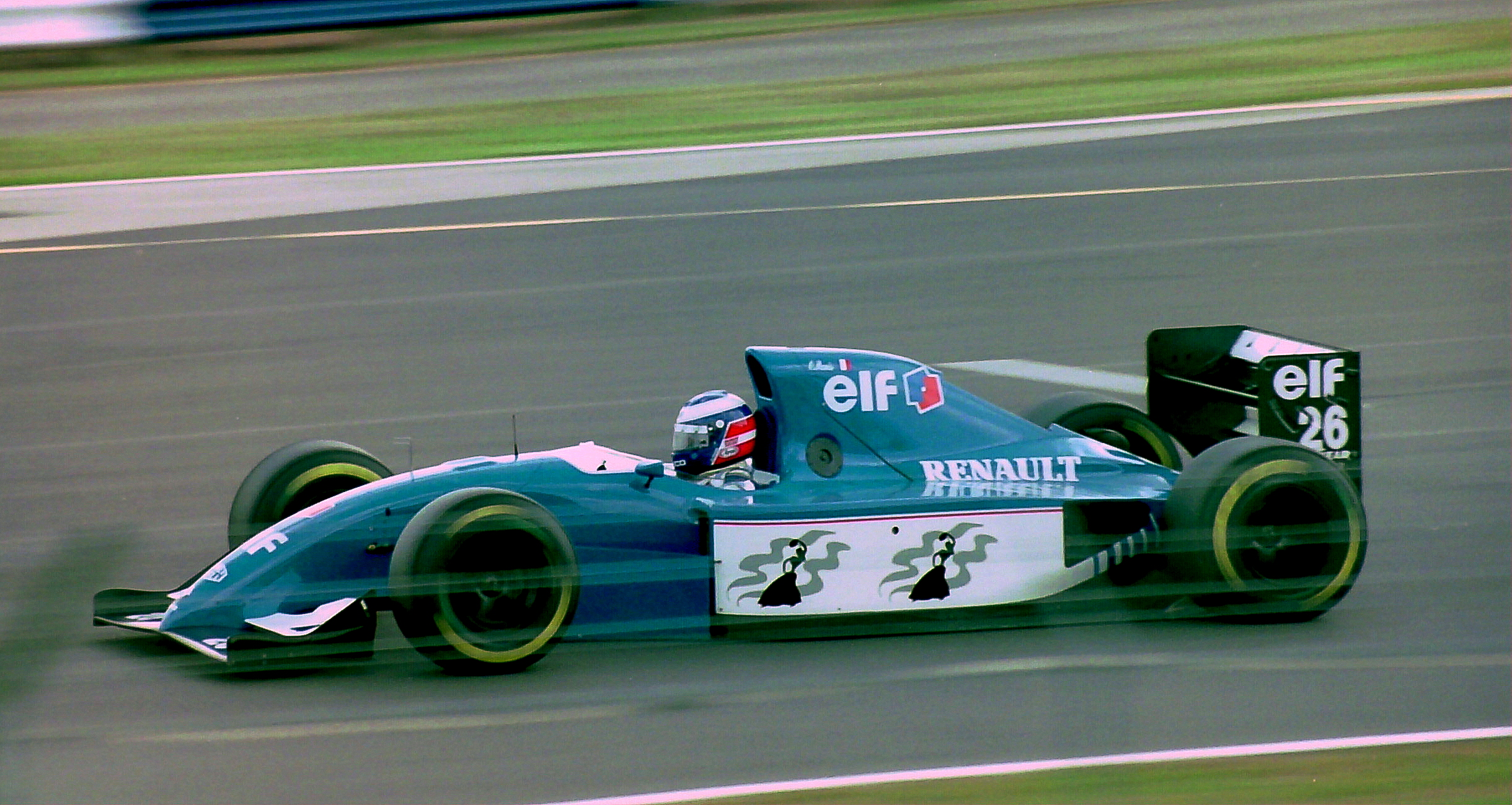
Olivier Panis im Ligier JS39B beim Großen Preis von Großbritannien 1994

Nachdem Ligiers Teamchef de Rouvre im Dezember 1993 in Frankreich verhaftet worden war, hatte der Rennstall keine effektive Leitung. Medienberichte beschrieben das Team als „herrenlos“. In der Zeit vor dem Saisonbeginn fehlte das Geld, um ein neues Auto zu entwickeln. Das Team fuhr daher in der Saison 1994 mit dem JS39, der nun als B-Version bezeichnet war. Im Mai 1994 kaufte Flavio Briatore den Rennstall, der Frank Dernie erneut zum technischen Direktor ernannte und Tom Walkinshaw zum Teamchef machte. Walkinshaw hielt in diesem Jahr 15 Prozent der Anteile an Ligier. Fahrerseitig konzentrierte sich Ligier wieder auf französische Piloten: neben dem Routinier Éric Bernard verpflichtete das Team den Debütanten Olivier Panis. Panis kam, abgesehen von seinem Heimrennen, bei jedem Großen Preis ins Ziel. Beim Großen Preis von Deutschland erreichte er mit dem zweiten Platz die beste Positionierung eines Ligier seit 1986. Bernard wurde beim Großen Preis von Deutschland Dritter, stand im Laufe der Saison aber zumeist im Schatten seines Teamkollegen. Vor dem drittletzten Rennen des Jahres wurde Bernard entlassen; sein Cockpit übernahm Johnny Herbert, der allerdings nur ein Rennen für Ligier bestritt und als Achter beendete, bevor er zu Benetton wechselte. Die letzten zwei Rennen fuhr Franck Lagorce für Ligier, der einmal ausfiel und einmal Elfter wurde. Mit 13 Punkten lag Ligier 1994 auf Platz sechs der Konstrukteurswertung.

#### 1995: „Fabriqué en France“?

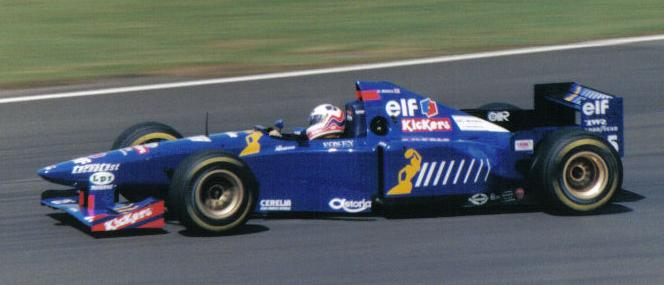
Martin Brundle im Ligier JS41 beim Großen Preis von Großbritannien 1995

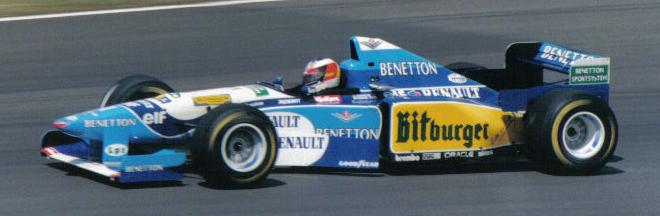
Vorbild des Ligier JS41: Der Benetton B195

Für die Formel-1-Weltmeisterschaft 1995 gab Ligier die Renault-Motoren an das von Flavio Briatore geleitete Benetton-Team weiter. Ersatz erhielt das französische Team von Mugen-Honda. Mugen war im Sommer 1994 eine Verbindung mit Minardi eingegangen, das ab 1995 die japanischen Zehnzylindermotoren exklusiv einsetzen sollte. Im Herbst 1994 „überzeugte der alte Freibeuter Briatore Mugen davon, dass auch Ligier einen konkurrenzfähigen Motor brauche“. Da Mugen die Ausstattung zweier Teams nicht leisten konnte, war eine Motorenlieferung an Minardi ausgeschlossen. Minardi musste daraufhin Kundenmotoren von Cosworth einsetzen. Giancarlo Minardi führte im Frühjahr 1995 einen Rechtsstreit gegen Ligier und Mugen, der außergerichtlich „à la façon Briatore“ gelöst wurde: Über ein ihm gehörendes Unternehmen erwarb Briatore einige gegen Minardi gerichtete Forderungen Cosworths aus dem Jahr 1993. Um diese Forderungen durchzusetzen, ließ Briatore am Freitagmorgen vor dem Großen Preis von Frankreich die Ausrüstung des Minardi-Teams pfänden, sodass Minardi am freien Training nicht teilnehmen konnte. In den folgenden Stunden einigten sich die Beteiligten auf eine Rücknahme der Klage durch Minardi. Im Gegenzug erhielt das Team die bereits vorgerichtlich angebotene Entschädigung in Höhe von 3,5 Millionen Dollar; zugleich wurden Minardi die Leasingraten aus dem Jahr 1993 weitgehend erlassen.
Als Einsatzfahrzeug diente 1995 der Ligier JS41, bei dem es sich nach allgemeiner Ansicht um eine Kopie des Benetton B195 handelte. Im Laufe des Jahres gab es einige Proteste gegen die Verwendung des Autos, die FIA stellte allerdings genügend Unterschiede zwischen beiden Autos fest, sodass der Ligier JS41 als regelkonforme Eigenkonstruktion angesehen wurde. Beide Ligier trugen daraufhin die Aufschrift „Fabriqué en France“ (in Frankreich hergestellt) auf dem Heckflügel.
Der JS41 galt als der beste Ligier seit 15 Jahren. Mit ihm konnte Olivier Panis üblicherweise um Punkteränge kämpfen. Panis kam siebenmal in den Punkten ins Ziel; sein bestes Ergebnis war der zweite Platz beim Abschlussrennen in Australien. Im zweiten Cockpit wechselten sich Martin Brundle und Aguri Suzuki, der auf Wunsch Hondas ins Team gekommen war, ab. Brundle wurde einmal Dritter und einmal Vierter, Suzuki fuhr nur einen Weltmeisterschaftspunkt ein. Beim Großen Preis von Japan verunglückte Suzuki im Training schwer und zog sich Halsverletzungen zu. Er erklärte seinen sofortigen Rückzug aus dem aktiven Motorsport. Mit 24 Punkten lag Ligier 1995 auf Platz fünf der Konstrukteurswertung.

#### 1996

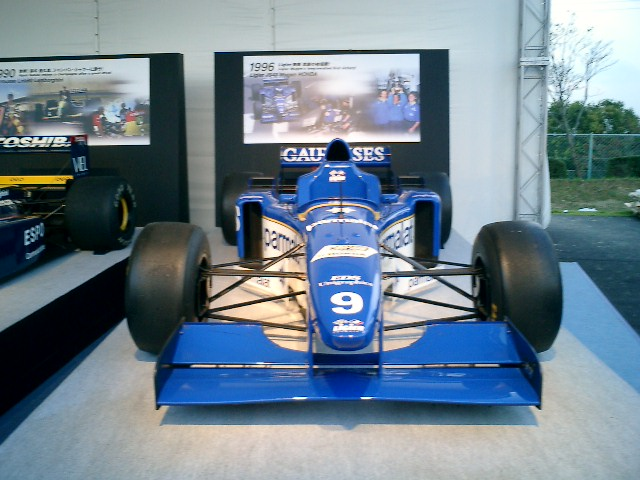
Ligier JS43

Im Vorfeld der Formel-1-Weltmeisterschaft 1996 gab es einige politische Auseinandersetzungen um die künftigen Besitzverhältnisse. Tom Walkinshaw, Minderheitseigner des Teams, beabsichtigte zunächst, den Rennstall 1996 vollständig zu übernehmen. Nach Meinungsverschiedenheiten mit Flavio Briatore konzentrierte sich Walkinshaw letztlich aber auf das Arrows-Team, das er im März 1996 von Jackie Oliver kaufte. Walkinshaw nahm technisches Personal zu Arrows mit, darunter den Rennleiter Tom Dowe und den Konstrukteur Frank Dernie. Briatore setzte daraufhin eigenes Personal ein, unter anderem Cesare Fiorio, der nach einem erfolglosen Engagement bei Forti Corse nun Rennleiter des französischen Teams wurde. Im August 1996 wurde Briatore Alleineigentümer der Équipe Ligier.
Einsatzauto für 1996 war der Ligier JS43, der das Monocoque des letztjährigen Autos verwendete, aber über eine eigenständige Aerodynamik verfügte.
Olivier Panis erreichte mit dem JS43 schnelle Rundenzeiten, allerdings neigte der Fahrer zu Unfällen. Bei sieben Ausfällen in der Saison musste Panis seinen Wagen viermal infolge einer Kollision mit anderen Fahrzeugen abstellen, hinzu kamen drei technische Defekte am Motor oder Getriebe. Die Konkurrenzfähigkeit des Teams bewies er beim Großen Preis von Monaco, den er mit vier Sekunden Vorsprung vor David Coulthard (McLaren) gewann. Es war der neunte und letzte Sieg eines Ligier bei einem Formel-1-Rennen. Panis' Teamkollege war Pedro Diniz, der im Jahr zuvor bei Forti debütiert hatte. Diniz, der über gute Verbindungen zu brasilianischen Sponsoren verfügte, galt als klassischer Paydriver. Er fiel zehnmal aus, darunter sechsmal aufgrund von Problemen mit dem Motor, und erreichte zwei sechste Plätze. Beim Großen Preis von Argentinien überstand Diniz einen spektakulären Zwischenfall unbeschadet, als sein Wagen infolge eines defekten Tankventils in voller Fahrt Feuer fing. Am Saisonende lag Ligier auf Platz sechs der Konstrukteurswertung.
Ab 1997 führte Alain Prost den Rennstall als Prost Grand Prix weiter.